# Jean-Baptiste Séverac
Jean-Baptiste Séverac, né le 21 mai 1879 à Montpellier (Hérault) et mort le 12 juin 1951 à Paris (14e arrondissement) est un homme politique français.

## Biographie
Fils d'un conseiller municipal républicain de Montpellier, il obtient son baccalauréat en 1896 et poursuit par des études de philosophie, qui lui font découvrir l'œuvre de Marx. Il soutient sa thèse de doctorat en 1906.
Il adhère pendant ses années de faculté à un groupe d'étudiants socialistes, puis au Parti ouvrier français.
En 1907, il entame une carrière d'enseignant, d'abord dans l'Aisne puis, à partir de 1914, dans le département de la Seine. Son activité militante s'intensifie aussi. Secrétaire de rédaction de la revue Le Mouvement socialiste à partir de 1911, fondateur de la revue l'Avenir en avril 1916, directeur de l'école coopérative socialiste en 1918, il entre à la commission administrative permanente de la SFIO après le congrès d'octobre 1918 où il défend les positions des partisans de « l'alliance sacrée », qui sont mis en minorité.
Opposé à l'adhésion de la SFIO à la IIIe Internationale, il fait partie du Comité de résistance socialiste mené par Léon Blum. Il se rapproche alors de Paul Faure, avec qui il se liera d'une amitié durable. Membre du comité de direction du Populaire, il devient secrétaire général adjoint de la SFIO en 1924, remplaçant Hubert Rouger, qui se consacre à son mandat de parlementaire.
Personnage clef de la direction du parti, il est notamment chargé de la rédaction du Bulletin socialiste, organe de liaison entre la direction nationale et les structures locales, notamment fédérales, de la SFIO. Il s'en fait d'ailleurs le porte-parole, s'opposant avec succès, lors du Congrès de Nancy en 1929, à une modification des statuts visant à ne plus donner à la commission administrative permanente, élue par le congrès, son rôle de direction du parti, qui lui est de facto contestée par le groupe parlementaire.
Candidat aux législatives de 1928 dans la circonscription de Sceaux, il est battu au second tour par le candidat de droite Jean Goy. Une seconde tentative électorale, l'année suivante, lors des cantonales à Nogent-sur-Marne, se solde aussi par un échec.
Au cœur de la direction du parti, il en défend toutes les positions, tout en étant proche de Jean Zyromski et de son courant Bataille socialiste : hostile à la participation gouvernementale sous direction radicale, violemment opposé au soutien des députés socialistes à la politique économique de Daladier en 1933, artisan de l'exclusion des « néo-socialistes » en novembre 1933 et contradicteur des théories planistes défendues par Georges Lefranc, Ludovic Zoretti et Lucien Laurat au congrès de Toulouse (1934).
C'est sur la question de l'alliance avec les communistes qu'il rompt avec Zyromski : tout en l'estimant nécessaire dans le contexte de l'après 6 février 1934, il reste extrêmement méfiant vis-à-vis du PCF.

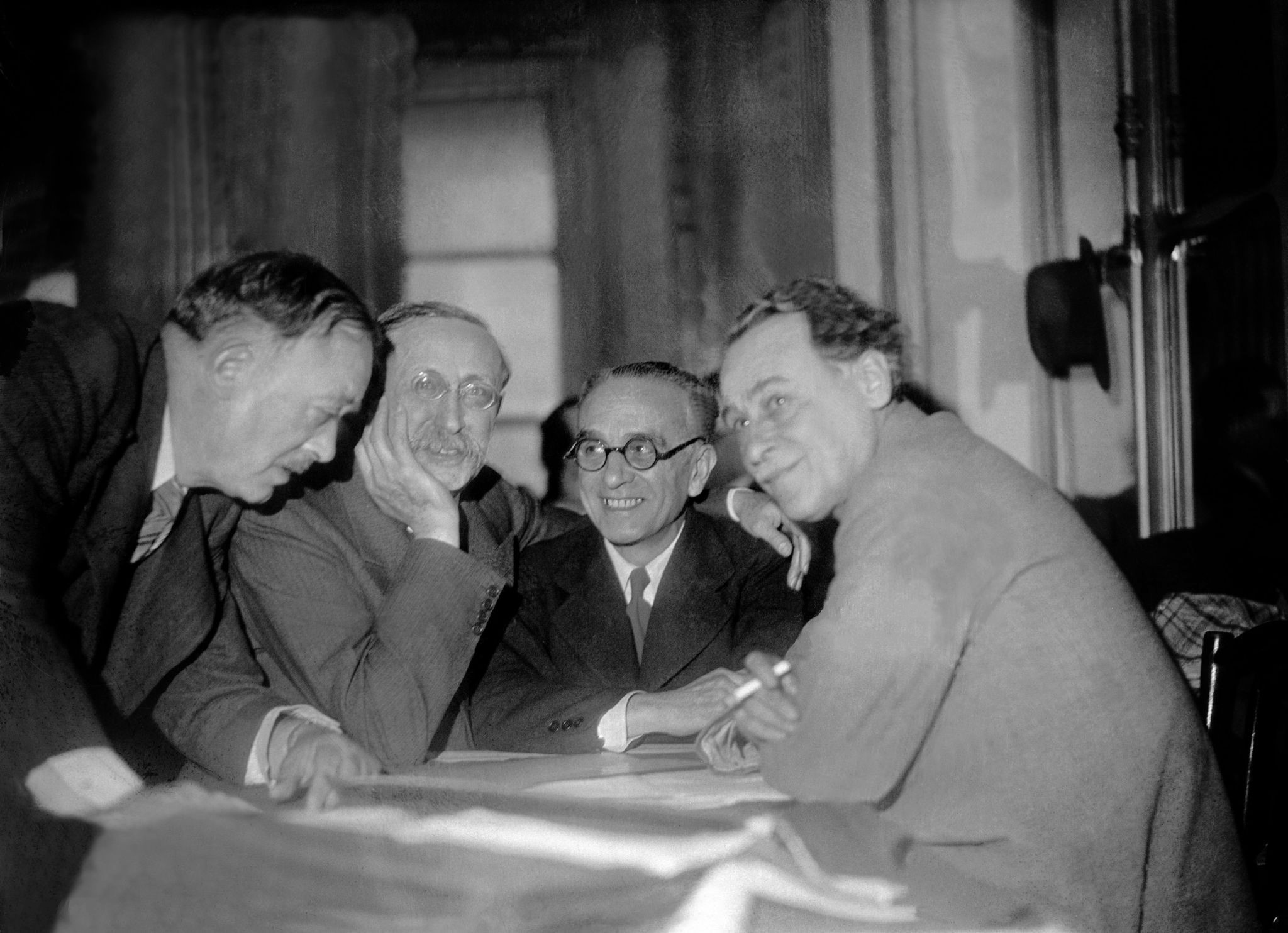
De gauche à droite : Vincent Auriol, Léon Blum, Paul Faure et Jean-Baptiste Séverac lors d’un congrès de la SFIO en juin 1936.

En 1936, il refuse la proposition que lui fait Fernand Roucayrol, secrétaire de la fédération socialiste de l'Hérault, d'être candidat du Front populaire dans la circonscription de Montpellier pour se consacrer à sa tâche de secrétaire général adjoint, encore plus prenante après la nomination de Paul Faure au gouvernement et du fait des offensives des deux principales minorités : la Bataille socialiste qui prône notamment l'interventionnisme en Espagne et la Gauche révolutionnaire de Marceau Pivert qui conteste la timidité des actions du gouvernement.
Face à l'accroissement des tensions internationales, Séverac prend le parti de Paul Faure contre Léon Blum. Avec Maurice Paz et Louis L'Hévéder, il défend notamment dans la revue Le Socialiste, créée en 1937 par Faure, des positions « pacifistes intégrales » et très hostiles à l'URSS. Pour le congrès extraordinaire de Montrouge (décembre 1938), il défend la motion de Paul Faure, qu'il a en fait rédigée, et qui obtient moins de 40 % des mandats et se retrouve mise en minorité par celle de Blum.
Séverac conserve cependant son poste de secrétaire général adjoint, aux côtés d'un Paul Faure fragilisé et contraint d'accepter, lors de l'ultime congrès d'avant-guerre, à Nantes (mai 1939), de signer une motion de synthèse largement inspirée des positions de Léon Blum.
Il va cependant continuer de défendre des positions ultra-pacifistes, notamment au travers de la revue Le Pays socialiste, qui succède au Socialiste, qu'il rédige en compagnie de Paz, L'Hévéder, Charles Spinasse et Fernand Roucayrol, notamment. C'est lui, qui, après la défaite de juin 1940, demande aux responsables fédéraux de la SFIO de mettre le parti en sommeil.
Par profonde hostilité à l'hitlérisme, il ne suit pas la voie des pacifistes qui versent dans la collaboration. Pour autant, il ne fait aucun acte de résistance, et se retire de fait de toute activité politique pendant l'Occupation.
Cet attentisme lui vaut, à la Libération, d'être exclu de la SFIO. Il retrouve alors Paul Faure et participe à la constitution d'un Parti socialiste démocratique, créé en août 1945, dont il est le secrétaire général adjoint. Le PSD n'obtient guère de succès, ni en termes d'adhésion, ni lors des élections, et participe au regroupement des « perdants » de la IVe République, le Rassemblement des gauches républicaines.
Affaibli par la maladie, il se retire cependant de la vie politique en 1949, et meurt deux ans plus tard.

## Sources
- SÉVERAC Jean-Baptiste - Maitron, notice de Noëlline Castagnez-Ruggiu dans le Dictionnaire biographique du mouvement ouvrier français